# (20608) Fredmerlin
(20608) Fredmerlin est un astéroïde de la ceinture principale.

## Description
(20608) Fredmerlin est un astéroïde de la ceinture principale. Il fut découvert le 7 septembre 1999 à la station Anderson Mesa par le programme LONEOS. Il présente une orbite caractérisée par un demi-grand axe de 2,19 UA, une excentricité de 0,07 et une inclinaison de 8,6° par rapport à l'écliptique.

## Compléments